# アメリカ大陸間大交差

アメリカ大陸間大交差にアメリカ大陸間に交差した動物種。オリーブ色のシルエットの動物種は南米から北米へ渡った種類で、青色のシルエットは北米から南米へ渡った種類のことを指す。

アメリカ大陸間大交差（アメリカたいりくかんだいこうさ、英: Great American Interchange）、または南北アメリカ大陸大交換（なんぼくアメリカたいりくだいこうかん）とは、約300万年前の鮮新世にパナマ地峡の形成で、新北区（北米）と新熱帯区（南米）が繋ることによって起こった動物種の大規模な交換のことである。

## 南米から北米へ渡った種類の例
- シクリッド科
- ユビナガガエル科
- ヒメアマガエル科
- キタオポッサム
- †グリプトドン科
- アルマジロ
- ハチドリ

## 北米から南米へ渡った種類の例

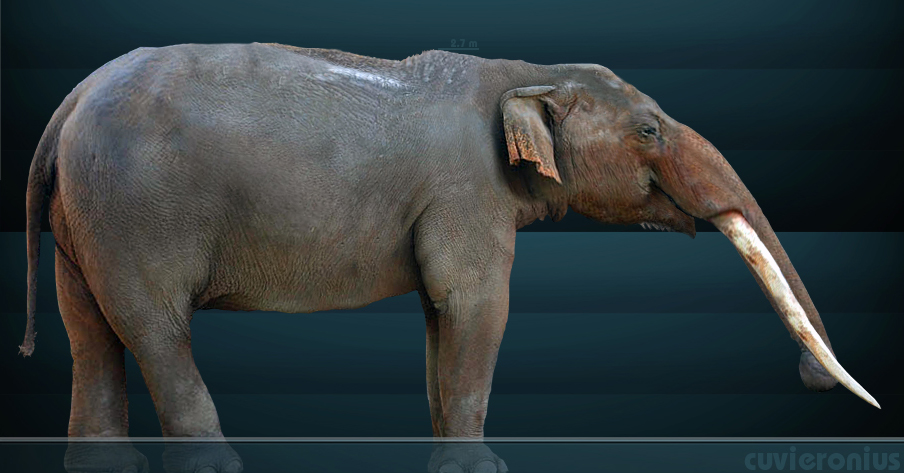
†ゴンフォテリウム科、†キュビエロニウス

- †ゴンフォテリウム科（†キュビエロニウス）
- †アルクトドゥス科
- プレソドン科
- イシガメ科
- サンゴヘビ属
- ヒメコミミトガリネズミ
- ラマ属
- ピューマ
- オオカワウソ